# هایاشی میچی‌تومو
هایاشی میچی‌تومو (به ژاپنی: 林通具) یک سامورایی در دوره سنگوکو بود وی از ملازمان اودا نوبوهیده بود و به خاندان اودا خدمت می‌کرد. وی برادر کوچکتر هایاشی هیده‌سادا مربی اودا نوبوناگا بود. وی در نبرد اینو به نفع برادر کوچکتر نوبوناگا اودا نوبویوکی جنگید.